# Владимир Стојанчевић
Владимир Стојанчевић (Скопље, 16. април 1923 — Београд, 21. април 2017) био је српски историчар, који је проучавао историју Србије и српског народа у 19. и 20. веку. Био је члан САНУ, у Одељењу историјских наука: дописни члан је постао 16. новембра 1978. године, а за редовног је изабран 15. децембра 1988. године.

## Биографија
Основну школу и гимназију учио је у Велесу, а матурирао је у Крагујевцу. За време окупације током Другог светског рата радио је на железници у Београду. Био је учесник Сремског фронта. Дипломирао је историју на Филозофском факултету у Београду 1950. године, након чега је изабран за асистента Историјског института САНУ у коме је провео цео радни век, до 1984. године. Докторирао је 1956. године.
Његова супруга била је Видосава Николић Стојанчевић.

## Научни рад
У почетку се посветио Првом српском устанку и Милошу Обреновићу, да би касније проширио свој рад на новоослобођене територије, међународне односе са Османским царством, Русијом и Аустроугарском, политичке и културне односе Србије са суседним државама. Теме његових радова протежу се од Велике сеобе Срба 1690. године до завршетка Првог светског рата.
По мајци Лесковчанин, интересовао се за истраживање прошлости лесковачког краја и био је стални сарадник Лесковачког зборника од његовог првог броја.

## Избор из библиографије
- Стојанчевић, Владимир (1971). Јужнословенски народи у Османском царству од Једренског мира 1829. до Париског конгреса 1856. године. Београд: Издавачко-штампарско предузеће ПТТ.
- Стојанчевић, Владимир (1981). „Српска национална револуција и обнова државе од краја XVIII века до 1839”. Историја српског народа. 5 (1). Београд: Српска књижевна задруга. стр. 5—158.
- Стојанчевић, Владимир (1981). „Српски народ под турском влашћу у првој половини XIX века”. Историја српског народа. 5 (1). Београд: Српска књижевна задруга. стр. 213—248.
- Стојанчевић, Владимир (1986). Србија и Бугарска од Санстефанског мира до Берлинског конгреса. Београд: Историјски институт, Просвета.
- Стојанчевић, Владимир (1988). Србија и српски народ за време рата и окупације 1914-1918. године. Лесковац: Народни музеј.
- Стојанчевић, Владимир (1990). Србија и ослободилачки покрет на Балканском полуострву у XIX веку. Београд: Завод за уџбенике и наставна средства.
- Стојанчевић, Владимир (1991). „Учешће Срба Славонаца, Хрваћана и Далматинаца у Првом српском устанку”. Зборник о Србима у Хрватској. 2: 149—163.
- Стојанчевић, Владимир (1994). Косово и Метохија у српско-арбанашким односима у XIX веку (1804-1878). Београд: Српска академија наука и уметности.
- Стојанчевић, Владимир (1996). Југоисточна Србија у XIX веку (1804-1878). Ниш: Просвета.
- Стојанчевић, Владимир (1997). „Пашићеви погледи на решавање питања Старе Србије и Македоније до 1912. године”. Никола Пашић: Живот и дело. Београд: Завод за уџбенике и наставна средства. стр. 281—290.
- Стојанчевић, Владимир (1998). Српски народ у Старој Србији у Великој источној кризи 1876-1878. Београд: Службени лист СРЈ, Балканолошки институт САНУ.
- Стојанчевић, Владимир (2003). „Стара Србија са Маћедонијом”. Расински анали. 1: 7—14.
- Стојанчевић, Владимир (2004). Срби у Маћедонији. Крушевац: Историјски архив.
- Стојанчевић, Владимир (2004). „Митрополит Михаило и питање аутономије српске цркве у Турској 1878. године”. Прилози за књижевност, језик, историју и фолклор. 68-69 (2002-2003): 235—240.
- Стојанчевић, Владимир (2006). „Прошлост косовско-метохијских Срба 1912-1918. године” (PDF). Срби на Косову и у Метохији: Зборник радова са научног скупа. Београд: Српска академија наука и уметности. стр. 113—123. Архивирано из оригинала (PDF) 24. 09. 2015. г. Приступљено 01. 08. 2017.
- Стојанчевић, Владимир (2012). „Из српске историјске прошлости у Битољском вилајету на прелазу 19. у 20 век (Друштвено-политичке прилике)” (PDF). Вардарски зборник. 9: 1—47.
- Стојанчевић, Владимир (2013). „Ослобођење Метохије 1912. године” (PDF). Лесковачки зборник. 53: 88—93.
- Стојанчевић, Владимир (2013). „Сима Марковић и Македонско питање уопште, и у његово време”. Друштвено-политичка и научна мисао и делатност Симе Марковића. Београд: САНУ. стр. 15—21.
- Стојанчевић, Владимир (2015). „Српске школе у Солунском вилајету од краја 19. века до Младотурске револуције 1908. године: Прилог познавању национално-просветног рада Краљевине Србије у Маћедонији”. Вардарски зборник. 10: 45—59.
- Стојанчевић, Владимир (2015). „Лајош-Лудвиг фон Талоци, руководилац педагошког курса у окупираном Београду 1916.”. Срби и Први светски рат 1914-1918. Београд: САНУ. стр. 445—448.
- Стојанчевић, Владимир (2016). „Дипломатско-политичка активност В. Машкова, руског генералног конзула у Скопљу, на заштити српског становништва у Косовском вилајету на почетку 20. века”. Србија и Русија 1814-1914-2014: Међународни научни скуп. Београд: САНУ. стр. 133—138.
- Стојанчевић, Владимир (2016). Србија и српски народ у рату и окупацији 1914-1918. године. Београд: Гутенбергова галаксија.